# Římskokatolická farnost u kostela sv. Mikuláše, Znojmo
Římskokatolická farnost u kostela sv. Mikuláše, Znojmo je územním společenstvím římských katolíků v rámci znojemského děkanství brněnské diecéze s farním kostelem svatého Mikuláše.

## Historie farnosti
Nejstarší zmínku o kostele svatého Mikuláše najdeme na denárech knížete Litolda z roku 1103. Po zničení ohněm byl roku 1338 založen nový gotický chrám,

## Duchovní správci
Farářem je od 1. července 1993 Mons. Mgr. Jindřich Bartoš. Od 29. června 2014 byl do farnosti ustanoven farní vikář R. D. Martin Hönig.Ten zde působil do července 2017.

## Bohoslužby
| Kostel                | Místo  | Bohoslužba (den)             | Hodina | Poznámka                          |
| --------------------- | ------ | ---------------------------- | ------ | --------------------------------- |
| svatého Mikuláše      | Znojmo | neděle                       | 9.00   | Farní kostel                      |
| svatého Jana Křtitele | Znojmo | pondělí úterý středa čtvrtek | 8.00   | kostel býv. kapucínského kláštera |
| svaté Alžběty         | Znojmo | neděle                       | 11.00  | filiální kostel                   |

## Aktivity ve farnosti
Dnem vzájemných modliteb farností za bohoslovce a bohoslovců za farnosti brněnské diecéze je 17. březen. Adorační den připadá na nejbližší neděli po 25. říjnu.
Ve farnosti se pravidelně koná tříkrálová sbírka. V roce 2017 činil její výtěžek na území Znojma 147 365 korun.
Farní kostel je možné si prohlédnout během každoroční Noci kostelů.
V roce 2018 se farnost rozhodla koupit od státu bývalý kapucínský klášter na Masarykově náměstí. Ve výběrovém řízení podala nejvyšší nabídku. Úmyslem je vznik pastoračního střediska, případně i křesťanské školky. Po téměř rok trvajících administrativních záležitostech znojemská farnost budovu od státu fyzicky převzala 7. srpna 2019. Díky mnoha dárcům také mohla zaplatit celou kupní cenu 7 800 100 Kč bez potřeby nějaké půjčky.

## Primice
Ve farnosti slavili primice tito novokněží:
- Dne 4. července 2002 Mgr. Ing. Pavel Fatěna (2. primice).[7]
- Dne 8. července 2009 Mgr. Jan Krbec.[8]